# Sārī Qūrkhān
Sārī Qūrkhān (persiska: ساری قورخان) är en ort i Iran.   Den ligger i provinsen Västazarbaijan, i den nordvästra delen av landet, 400 km väster om huvudstaden Teheran. Sārī Qūrkhān ligger 1 659 meter över havet och antalet invånare är 151.
Terrängen runt Sārī Qūrkhān är huvudsakligen kuperad. Sārī Qūrkhān ligger nere i en dal som går i öst-västlig riktning.Runt Sārī Qūrkhān är det ganska glesbefolkat, med 42 invånare per kvadratkilometer. Närmaste större samhälle är Takāb, 18,3 km öster om Sārī Qūrkhān. Trakten runt Sārī Qūrkhān består i huvudsak av gräsmarker.